# Sydney Entertainment Centre

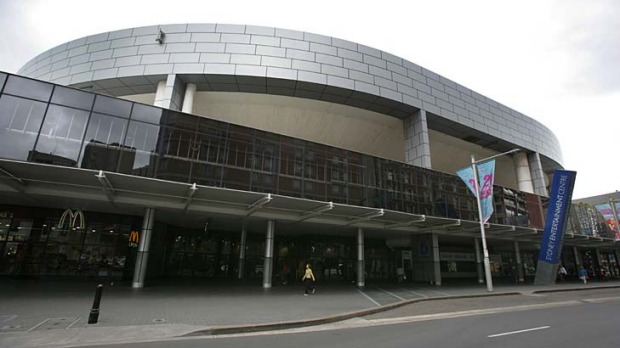
Sydney Entertainment Center

Sydney Entertainment Center (mais tarde conhecida como Qantas Credit Union Arena) era uma arena de múltiplos propósitos localizada em Sydney, Austrália. Foi inaugurada em maio de 1983, para substituir o Sydney Stadium, que havia sido demolido em 1970 para dar lugar à linha ferroviária Eastern Suburbs.  
Era um dos maiores locais de concertos de Sydney, licenciado para acomodar mais de 13.000 pessoas como um teatro convencional ou 8.000 como um teatro. Foi o maior local de concertos permanentes em Sydney até 1999, quando o Sydney Super Dome foi inaugurado no Parque Olímpico de Sydney. O local recebia em média 1 milhão de pessoas por ano e recebia shows, eventos esportivos e corporativos. A arena foi demolida em janeiro de 2016, para dar lugar a 1.400 propriedades.